# Bulgaria en los Juegos Olímpicos de Montreal 1976
Bulgaria estuvo representada en los Juegos Olímpicos de Montreal 1976 por un total de 158 deportistas que compitieron en 14 deportes.  
El portador de la bandera en la ceremonia de apertura fue el luchador Alexandar Tomov.

## Medallistas
El equipo olímpico búlgaro obtuvo las siguientes medallas:
| Nombre                                                                         | Deporte            | Competición                |
| ------------------------------------------------------------------------------ | ------------------ | -------------------------- |
| Oro                                                                            |                    |                            |
| Ivanka Jristova                                                                | Atletismo          | Peso F                     |
| Norair Nurikian                                                                | Halterofilia       | 56 kg M                    |
| Yordan Mitkov                                                                  | Halterofilia       | 75 kg M                    |
| Jasan Isaev                                                                    | Lucha libre        | 48 kg M                    |
| Svetla Otsetova Zdravka Yordanova                                              | Remo               | Doble scull (W2x) F        |
| Siika Kelbecheva Stoyanka Gruicheva                                            | Remo               | Cuatro sin timonel (W4-) F |
| Plata                                                                          |                    |                            |
| Nikolina Shtereva                                                              | Atletismo          | 800 m F                    |
| Mariya Vergova                                                                 | Atletismo          | Disco F                    |
| Gueorgui Todorov                                                               | Halterofilia       | 60 kg M                    |
| Trendafil Stoichev                                                             | Halterofilia       | 82,5 kg M                  |
| Krastiu Semerdzhiev                                                            | Halterofilia       | 110 kg M                   |
| Stoyan Nikolov                                                                 | Lucha grecorromana | 90 kg M                    |
| Kamen Goranov                                                                  | Lucha grecorromana | 100 kg M                   |
| Alexandar Tomov                                                                | Lucha grecorromana | +100 kg M                  |
| Guinka Guiurova Liliana Vaseva Mariika Modeva Reni Yordanova Kapka Gueorguieva | Remo               | Cuatro con timonel (W4+) F |
| Bronce                                                                         |                    |                            |
| Yordanka Blagoeva                                                              | Atletismo          | Salto de altura F          |
| Equipo                                                                         | Baloncesto         | Torneo F                   |
| Vladimir Kolev                                                                 | Boxeo              | Súperligero (63,5 kg) M    |
| Atanas Shopov                                                                  | Halterofilia       | 90 kg M                    |
| Stefan Gueorguiev                                                              | Lucha grecorromana | 48 kg M                    |
| Ivan Kolev                                                                     | Lucha grecorromana | 74 kg M                    |
| Dimo Stratiev                                                                  | Lucha libre        | 100 kg M                   |